# Metapenaeopsis palmensis
Metapenaeopsis palmensis är en kräftdjursart som först beskrevs av William Aitcheson Haswell 1879.  Metapenaeopsis palmensis ingår i släktet Metapenaeopsis och familjen Penaeidae. Inga underarter finns listade i Catalogue of Life.